# Telchinia bankoides
Telchinia bankoides is een vlinder uit de familie van de Nymphalidae. De soort komt voor in Zuidwest-Ethiopië.